# Ghen (phim)
Ghen là một bộ phim điện ảnh truyền hình được thực hiện bởi Trung tâm Phim truyền hình Việt Nam, Đài Truyền hình Việt Nam, do Phạm Thanh Phong làm biên kịch, đạo diễn. Phim phỏng theo truyện ngắn cùng tên của tác giả Khánh Hoài. Phim phát sóng lần đầu vào năm 1998 trên kênh VTV1.

## Nội dung
Ghen kể về Tháo, một nhân viên công chức chẳng có gì đặc biệt: vừa thấp, vừa gầy, dáng lúc nào cũng co ro cúm rúm. Nhưng may mắn thế nào, anh lại lấy được một cô vợ vừa trẻ, vừa đẹp, lại hết lòng yêu thương chồng tên là Hiền. Lấy vợ đẹp như vậy, duy chỉ có điều cô lại sẵn có máu ghen trong người. Chỉ riêng việc đối phó với cô vợ đã làm Tháo méo mặt phải đổ mồ hôi hột, vậy mà ở cơ quan còn có một "ông bạn đểu" tên là Khích, người đúng như tên gọi, chuyên khích bác, "thọc gậy bánh xe", tạo ra bao chuyện mâu thuẫn bất hòa trong gia đình anh. Tháo sẽ phải làm thế nào để giữ gìn hạnh phúc của mình trước những trò đểu của Khích và sự tinh quái, thích đùa cợt của những đồng nghiệp cùng cơ quan?

## Diễn viên
- Quốc Khánh trong vai Tháo[4][5][6]
- NSND Minh Hằng trong vai Hiền[7]
- Chí Trung trong vai Khích[4]
- Lê Tuấn Phong trong vai Vinh
- Thu An trong vai Mẹ Hiền
- Hồng Chương trong vai Bố Hiền
- Đức Sơn trong vai Trưởng phòng
- Minh Tâm trong vai Nhân viên thu tiền điện

Và một số diễn viên khác...